# Страхування технічних ризиків
Страхування технічних ризиків (technikal risks insurance) — комплекс видів страхування, що включає страховий захист на випадок будівельно-монтажних ризиків, страхування машин від поломки, страхування електронного і пересувного обладнання, страхування інженерних споруд.
Особливо розвиненим страхування технічних ризиків є у США, Німеччині, Англії, Японії та інших країнах, які входять до Міжнародної асоціації страховиків технічних ризиків.
В Україні зазначений вид страхування лише починає розвиватися. Створюються та вдосконалюються належні правила страхування, розробляються та вводяться в дію відповідні законодавчі й нормативні акти з цього питання. Нині страхування технічних ризиків в Україні здійснюється як страхування майнових інтересів під час виконання будівельно-монтажних робіт і охоплює розглянуті далі галузі страхування.
Майнове страхування, яке поширюється на такі об'єкти страхування:
- продукцію будівельно-монтажних та інших робіт, прямо пов'язаних з будівництвом, реконструкцією та капітальним ремонтом;
- продукцію пусконалагоджувальних робіт;
- будівельні машини, а також засоби та обладнання для виконання монтажу;
- обладнання будівельного майданчика;
- будови та споруди, які реконструюються або капітально ремонтуються;
- страхування — відповідальності перед третіми особами.

Страхові послуги при страхуванні технічних ризиків:
1. Страхування будівельного підприємця від усіх ризиків;
2. Страхування монтажних ризиків;
3. Страхування машин від поломки;
4. Страхування електронного обладнання.

Страховим захистом покриваються майнові інтереси страхувальника, які пов'язані з правом володіння, користування та розпорядження:

1. При будівництві: усіма об'єктами громадського наземного та підземного будівництва (будівлі, споруди, електростанції, аеропорти, дорожні та залізничні об'єкти, мости, дамби, греблі, тунелі, канали), а також допоміжними спорудами (тимчасові обвідні канали й дамби), усіма матеріалами, що розташовуються на будівельному майданчику і є необхідними для виконання будівельних робіт та інше.
2. При монтажу та пробному пуску: всіма видами машин, механізмів та конструкцій; їх монтажем та пробним пуском; обладнанням для проведення монтажу; предметами, що містяться на монтажному майданчику та мають відношення до монтажу; витратами на розчистку території після завдання збитку при монтажу.

Можуть бути застраховані будівельні роботи, якщо їх вартість менша вартості монтажного обладнання.
1. При страхуванні машин: усіма машинами, апаратами, механічним обладнанням, устаткуванням, включаючи машини та устаткування для розподілу енергії й виробничі та допоміжні машини.
2. При страхуванні електронного обладнання: електронними обчислювальними машинами для обробки даних; електронними і ядерними медичними апаратами, що застосовуються в медицині; обладнанням передачі інформації (телетайпи, комутатори, засоби зв'язку, установки направленого радіозв'язку, радіолокаційні установки й т. д.) та іншими; витратами з відновлення інформації на носіях даних, пов'язаних з виходом з ладу ЕОМ.